# Alpioniscus vardarensis
Alpioniscus vardarensis är en kräftdjursart som beskrevs av Buturovic 1954. Alpioniscus vardarensis ingår i släktet Alpioniscus och familjen Trichoniscidae. Inga underarter finns listade i Catalogue of Life.